# Liste der Monuments historiques in Pisseloup
Die Liste der Monuments historiques in Pisseloup führt die Monuments historiques in der französischen Gemeinde Pisseloup auf.

## Liste der Objekte
| Bezeichnung                                          | Beschreibung                                                                                 | Standort                                      | Kennzeichnung | Schutzstatus | Datum | Bild |
| ---------------------------------------------------- | -------------------------------------------------------------------------------------------- | --------------------------------------------- | ------------- | ------------ | ----- | ---- |
| Gemälde Segnender Christus                           | Ölfarbe auf Leinwand, vergoldeter Holzrahmen, erste Hälfte des 17. Jahrhunderts              | in der Kirche St-Ferréol-et-St-Ferjeux (Lage) | PM52002112    | Inscrit      | 2008  |      |
| Gemälde Mariä Himmelfahrt                            | Ölfarbe auf Leinwand, erste Hälfte des 17. Jahrhunderts                                      | in der Kirche St-Ferréol-et-St-Ferjeux (Lage) | PM52002113    | Inscrit      | 2008  |      |
| Zwei Skulpturen: Heilige Ferreolus und Ferrutius (1) | Holz, farbig gefasst, 16. Jahrhundert                                                        | in der Kirche St-Ferréol-et-St-Ferjeux (Lage) | PM52001464    | Classé       | 2007  |      |
| Zwei Reliefs: Opferung Issaks und Abels Opfer        | Holz, farbig gefasst und vergoldet, zweite Hälfte des 18. Jahrhunderts, von Antoine Besançon | in der Kirche St-Ferréol-et-St-Ferjeux (Lage) | PM52001465    | Classé       | 2007  |      |
| Zwei Skulpturen: Heilige Ferreolus und Ferrutius (2) |                                                                                              | in der Kirche St-Ferréol-et-St-Ferjeux (Lage) | PM52002094    | Inscrit      | 2015  |      |